# 皮利佩 (莫希利夫-波迪利斯基區)
48°29′6″N 27°56′4″E / 48.48500°N 27.93444°E
皮利佩（烏克蘭語：Пилипи），是烏克蘭西南部的村莊，隸屬文尼察州的莫希利夫-波迪利斯基区莫希利夫-波迪利斯基市镇。該村始建於1550年，面積0.98平方公里，海拔高度194米，2001年人口327，人口密度每平方公里333.67人。